# トクト (ジャライル部)
トクト（脱脱、至元元年（1264年）- 大徳11年（1307年））は、大元ウルス前期の政治家・武将。
ジャライル部のムカリの玄孫（孫の孫）にあたる。ムカリは、チンギス・カンの側近たる「四駿」の一人で、「国王」の称号を与えられたことで知られる。

## 経歴
ムカリの没後も「国王」の称号はムカリの末裔が継承することが許されていた。だが、1239年にムカリの嫡孫にあたるタシュ（第3代国王）が28歳で急死する。タシュの子供が幼少であるため一門を統率できなくなることを恐れたムカリ王家の人々はタシュの子に諸侯として相応しいだけの財産を分与して分家させ、タシュの弟のスグンチャクを第4代国王に立てた。スグンチャクがトクトの祖父にあたる。サルバンはスグンチャクの末子であったが、クビライはその才能を買って自分の手元で育て、長じると自らの側に置いたが17歳で没した。
幼少で父親を失ったトクトは母親とともにクビライの保護を受けて育てられた。至元24年（1287年）にクビライがナヤン討伐に向かった際にこれに従う。戦闘の開始を告げる鼓は未だ鳴っていなかったが、敵の様子を知らせる侯者が敵の隙に乗じるべきであると報告すると、トクトは手兵数十名を率いて奇襲をかけてこれをやぶった。クビライはトクトの軽挙を戒める一方で、亡くなったサルバンの子が成長したことを大いに喜び、自らの佩刀と乗馬を下賜した。翌年、ナヤン方についていたカダアン・トゥルゲンを討伐するクビライの孫のテムルに付けられた。後にテムルが次期ハーン継承者に内定すると、そのまま側近として仕えた。テムルが即位すると、上都留守・通政院使・虎賁衛親軍都指揮使に任じて側に置いた。大徳3年（1299年）、栄禄大夫・江浙等処行中書省平章政事に任じられた。かつての南宋の領土であった江南は旧南宋出身の文武官が実際の政務を行い、元朝の統一した政策とは異なる統治の部分があった。これを円滑に一本化していくのがテムルにとっては大きな課題の1つであり、トクトはその実現のために派遣されたのである。テムルのトクトに対する期待の大きさは、トクトが任地に向かう際にテムルが中書省に命じて送別の宴を開かせていることからも窺える。
任地に入ったトクトは厳格ではあるが公平な裁判を行って民衆の信頼を得て、現地の有力者に対しても容赦をしなかった。大徳7年（1303年）、元海賊でありながら漕運の功績によって要職に就いていた朱清・張瑄の不法行為が問題視されるようになると、朱清らはトクトに金50両と珠3嚢を贈って買収を試みた。これを見たトクトは憤慨して却って朱清らを捕え、後に処刑した。テムルはムカリ以来トクトに至るまでの忠節を評価して金50両を与えた。
トクトによって江南情勢は安定したためにその在任は9年もの長期に及んだ。ところが、大徳11年（1307年）にテムルが崩御すると、トクトも後を追うように44歳で病死した。トクトの子のドルジは、第8代国王ドロタイがアリギバ擁立に加担して処刑された後に第9代国王に任ぜられ、一時ドロタイの弟のナイマンタイに王位を譲り、中央に出て中書右丞相に任じられ、後に再度第11代国王になっている。

## ジャライル部国王ムカリ家
- グウン・ゴア（Gü’ün U’a ＞孔温窟哇/kǒngwēn kūwa）
  - 左翼万人隊長・国王ムカリ（Muqali guy-ong ＞木華黎国王/mùhuálí guówáng,موقلىكويانك/mūqalī kūyānk）
    - 左翼万人隊長・国王ボオル（Bo’ol ＞孛魯bólŭ,بوغول/būghūl）
      - 国王3タシュ（Taš ＞塔思/tǎsī）
      - 国王4スグンチャク（Süγunčaq ＞速渾察/sùhúnchá）
        - 国王クルムシ（Qurmši ＞忽林池/hūlínchí）
        - ナヤン（Nayan ＞乃燕/nǎiyàn）
        - 江淮行省左丞相センウ（Seng'ü ＞相威/xiāngwēi）
        - サルバン（Sarban ＞撒蛮/sāmán）
          - 江浙行省平章トクト（Toqto ＞脱脱/tuōtuō）
            - 中書右丞相ドルジ（Dorǰi ＞朶児只/duǒérzhǐ）
              - 翰林学士ドスマン・テムル（Dosman temür ＞朶蛮帖木児/duǒmán tièmùér）
              - 国王12エムケシリ（Emmgeširi ＞俺木哥失里/ǎnmùgēshīlǐ）